# Vorstendom Fulda en Corvey
Het vorstendom Fulda en Corvey was een Duits vorstendom van prins Willem Frederik (de latere koning Willem I der Nederlanden) dat bestond van 1803 tot 1806.

## Geschiedenis
Op 23 mei 1802 sloten Frankrijk en Pruisen een verdrag, waarbij Fulda en een aantal andere gebieden aan de erfprins van Oranje werden toegezegd. Op 22 oktober bezetten Pruisische troepen het prinsbisdom Fulda om de belangen van Oranje veilig te stellen. Op 6 december hield Willem Frederik (de latere koning Willem I) zijn intocht in Fulda.
De Reichsdeputationshauptschluss van 25 februari 1803 legaliseerde de overname van de gebieden. Volgens paragraaf 12 kreeg de vorst van Nassau-Dillenburg als schadeloosstelling voor het verlies van het stadhouderschap en zijn domeinen in Nederland en België:
- het bisdom Fulda
- het bisdom Corvey
- de rijksstad Dortmund
- de abdij Weingarten met het prioraat Hofen (aan het Bodenmeer)
- de abdij St. Gerold (in Vorarlberg, 1804 verkocht aan Oostenrijk)
- de proosdij Bandern (in Liechtenstein, 1804 verkocht aan Oostenrijk)
- de abdij Dietkirchen (in Nassau)

Eigenlijk vielen deze gebieden aan Willem V van Oranje-Nassau toe, maar deze weigerde de gunst echter beslist. Hij legde zich neer bij de aanvaarding ervan door zijn zoon Willem Frederik.

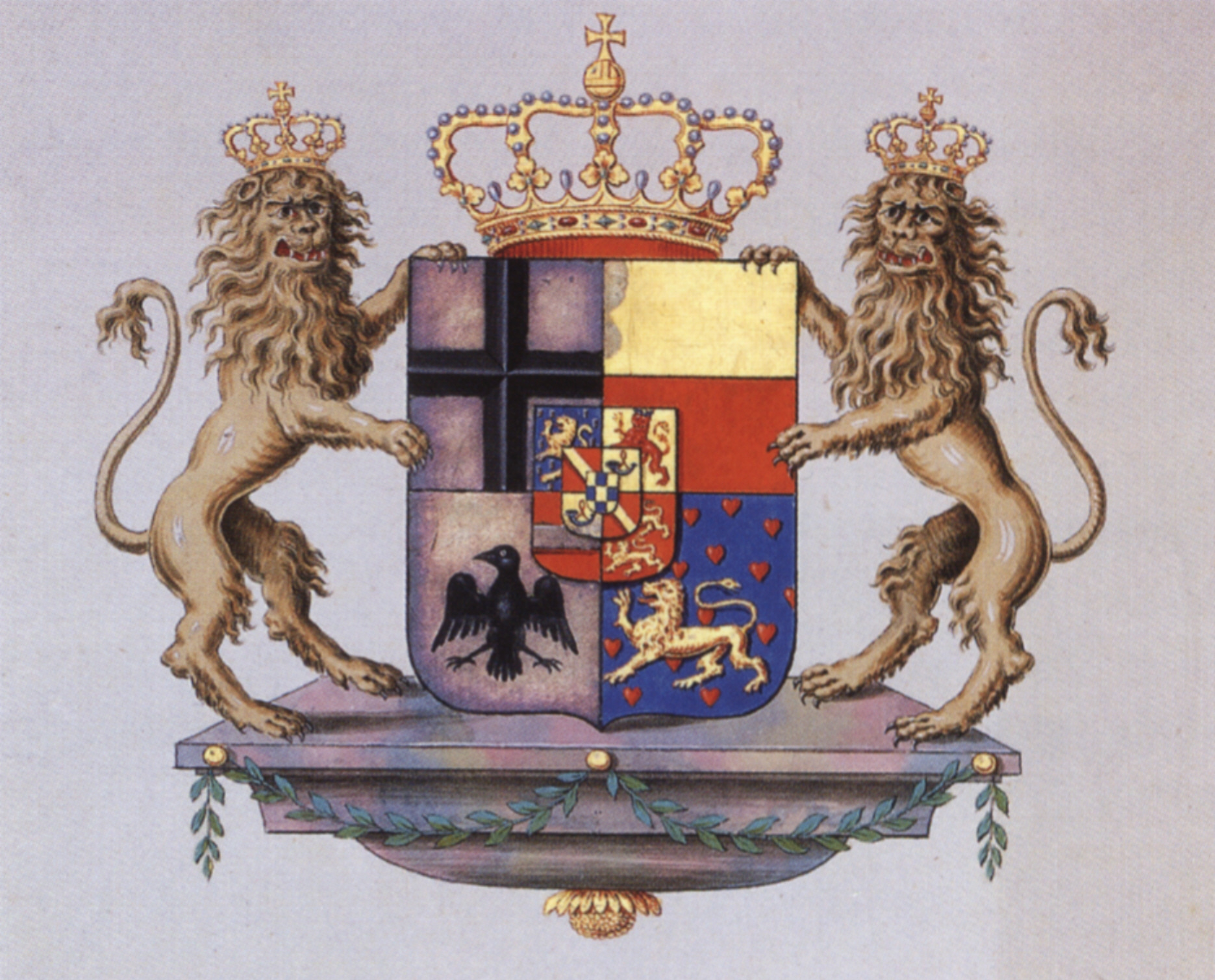
1: Fulda; 2: Corvey; 3: Dortmund; 4: Weingarten; hart: Oranje

Het nieuw gevormde vorstendom bestond dus uit vier eenheden, die voorzien werden van nieuwe titels:
- het vorstendom Fulda
- het vorstendom Corvey
- het graafschap Dortmund
- de heerlijkheid Weingarten

De wapens van deze vier gebieden worden in deze volgorde opgenomen in het wapen van de vorst van Nassau-Oranje-Fulda. Het middenschild is het wapen van Nassau-Oranje.
Toen op 9 april 1806 Willem V overleed, erfde Willem Frederik ook de Nassause stamlanden. Deze gebieden werden niet verenigd met het vorstendom Fulda maar in personele unie bestuurd. Dit alles was echter van korte duur. Door de Rijnbondakte van 12 juli 1806 ging vrijwel alles verloren. In artikel 24 werd de heerlijkheid Weingarten onder de soevereiniteit van het koninkrijk Württemberg gesteld en de stamlanden onder de soevereiniteit van het groothertogdom Berg en het hertogdom Nassau: de mediatisering.

### Franse bezetting
Na de militaire nederlagen van Pruisen verloor de prins van Oranje alle bezittingen, ook de gemediatiseerde. Op 27 oktober 1806 werd het vorstendom Fulda door Franse troepen bezet. Het bleef onder Frans bestuur tot het op 19 mei 1810 deel gaat uitmaken van het groothertogdom Frankfurt. Het vorstendom Corvey werd op 7 december 1807 bij het koninkrijk Westfalen gevoegd en het graafschap Dortmund op 1 maart 1808 bij het groothertogdom Berg.
Na de Franse nederlagen in 1813 kreeg de prins van Oranje zijn bezittingen in de Nederlanden terug en vervielen zijn aanspraken op het vorstendom Fulda en Corvey. Het bestuur van de prins van Oranje in de stamlanden van Nassau werd aanvankelijk wel hersteld. De heerlijkheid Weingarten bleef bij Württemberg en de andere gebieden kwamen in eerste instantie aan Pruisen. Op het Congres van Wenen in 1815 gingen Corvey en Dortmund deel uitmaken van Pruisen, terwijl Fulda werd gebruikt als onderhandeling- en ruilobject tussen verschillende belanghebbenden. Uiteindelijk werd het verdeeld onder Hessen-Kassel, Saksen-Weimar-Eisenach en Beieren.